# Deserto de sal

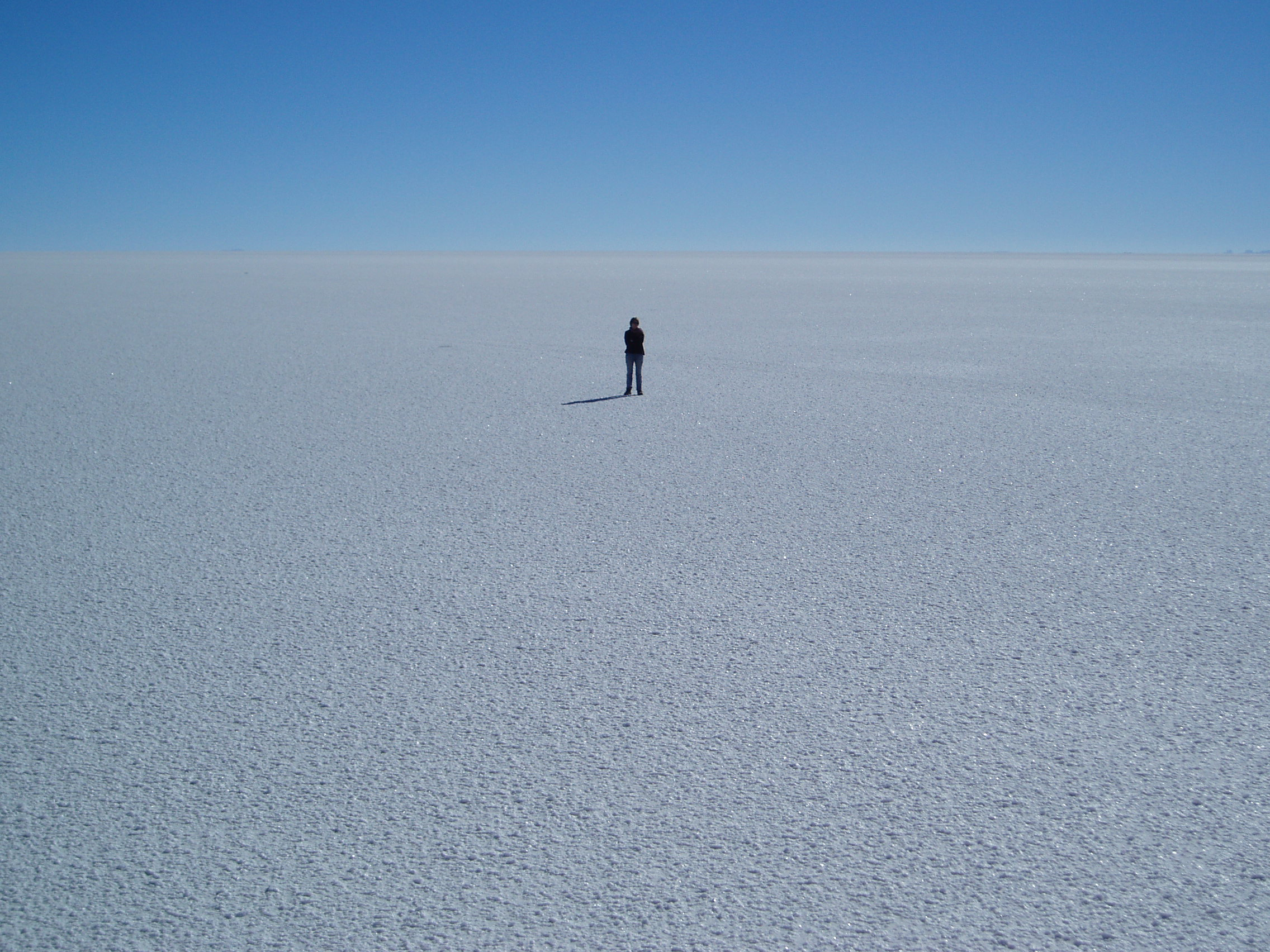
O salar de Uyuni na Bolívia, o mais extenso deserto de sal do mundo.

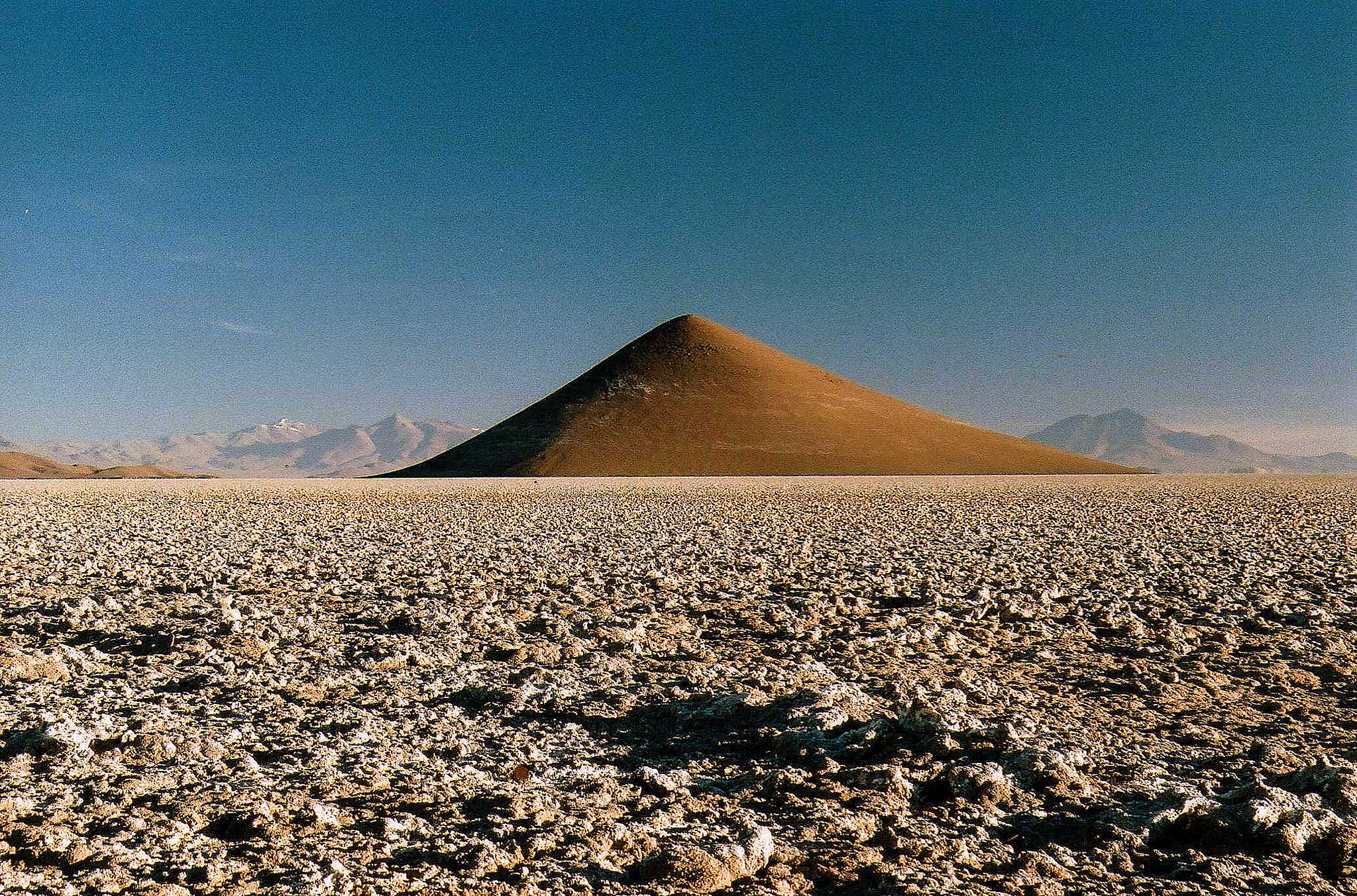
O Cono de Arita no Salar de Arizaro, Salta (Argentina).

Um deserto de sal ou salar (termo da língua espanhola) é um lago mais ou menos temporário para o qual convergem os sedimentos (transportados por rios afluentes) constituídos sobretudo por sais (cloretos, sulfatos, nitratos, boratos, etc.). Os sais precipitam-se sob o efeito de forte evaporação, que após longo tempo é mais importante que a taxa de reposição ou a chegada de água à bacia do lago. Salares são de formação natural, ao contrário de salinas, que são áreas de evaporação artificiais.

## Terminologia
O termo em língua espanhola é salar, sendo muito usado na América do Sul. 
Em certas partes do México e Estados Unidos, este género de formação é chamado playa (literalmente, «praia»).
Na África do Sul, o termo correspondente é pan e pode incluir pequenos salars do Highveld, típico da região de Chrissiesmeer, como os grandes salars da província do Cabo Setentrional. O termo é igualmente usado na Austrália e por vezes não se distingue entre os salt pans («depressões salgadas») e os clay pans («depressões de argila»).
Em árabe, o equivalente é o sebkha ou o chott. 
No Irão, chamam-se kavir. Na Ásia Central, o takir é um tipo de relevo do deserto, como uma depressão de argila pouco profunda submergida nas estações das chuvas.

## Exemplos
A lista seguida indica alguns dos maiores desertos de sal do mundo:
- Salar de Uyuni (Bolívia, 10 582 km2);[2]
- Salinas Grandes (Argentina, 6 000 km2);
- Chott el Jeridd (Tunísia, 5 000 km2);
- Salar de Etoxa (Namíbia, 4 800 km2)[3];
- Salar de Atacama (Chile, 3 000 km2);
- Salar de Coipasa (Bolívia, 2 218 km2);
- Salar de Arizaro (Argentina, 1 860 km2);
- Lago Tuz (Turquia, 1 600 km2);
- Salar del Hombre Muerto (Argentina, 660 km2);
- Salar de Pipanaco (Argentina, 600 km2);
- Salar de Antofalla (Argentina, 500 km2);
- Salar de Empexa (Bolívia, 483 km2);
- Bonneville Salt Flats (Estados Unidos, 410 km2).